# Premio Széchenyi

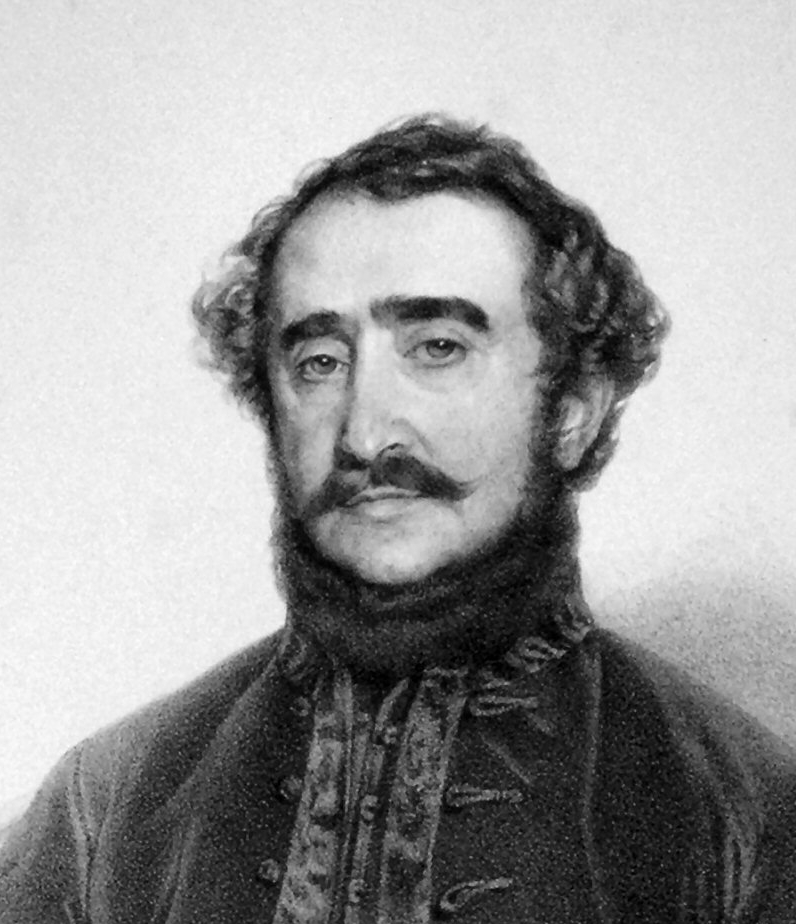
Esteban Széchenyi (litografía de Franz Eybl, 1842).

El Premio Széchenyi (en húngaro: Széchenyi-díj), que lleva el nombre del político y escritor Esteban Széchenyi (1791 - 1868), es un galardón otorgado en Hungría por el Estado, que reemplaza al anterior Premio Estatal (concedido hasta el año 1990), que se entrega en reconocimiento a quienes han hecho una contribución destacada a la vida académica en Hungría.

## Bases del Premio
Se otorga principalmente a individuos, pero también se puede otorgar a grupos y como reconocimiento póstumo. 
La primera vez que se entregó el Premio fue el 15 de marzo de 1990, se entregaron siete galardones individuales y dos en grupo. Se concedió póstumamente a doce personas.Se entrega en el día nacional de Hungría, el 15 de marzo, en una ceremonia junto con el Premio Kossuth en el Parlamento de Hungría, en Budapest.
También se puede otorgar como el Gran Premio Széchenyi (húngaro Széchenyi-nagydíj) por méritos especiales a título personal. Hasta el año 2020, ha sido otorgado en cinco ocasiones: En el año 1995, al historiador y después fue el presidente de la Academia Húngara de Ciencias Domokos Kosáry. En el año 2008, al matemático László Lovász. En el año 2011, al Premio Nobel de Química George A. Olah. En el año 2012,  al médico Szilveszter Vizi. En el año 2014, fue al historiador John Lukacs.

## Destinatarios destacados
- Alex Szalay - 1991
- János Kornai - 1994
- Agnes Heller - 1995
- Vera T. Sós - 1997
- György Enyedi - 1998
- Miklós Laczkovich - 1998
- Thomas Molnar - 2000
- Gyula O. H. Katona - 2005
- Katalin Keserü - 2007[2]
- Mihály Simai - 2007
- András Szőllősy - 2007
- László Lovász - 2008
- András Sárközy - 2010
- Mihály Csíkszentmihályi - 2011
- Lajos Pósa - 2011
- Gábor Stépán - 2011
- Telegdy Gyula
- Endre Szemerédi - 2012
- György Kéri - 2013
- Mária Schmidt, Miklós Simonovits - 2014
- Péter Erdős, Miklós Maróth - 2016
- Béla Bollobás - 2017
- Katalin Karikó - 2021
- András Perczel - 2021